# Liebe, Tod und Teufel
Pour plus de détails, voir Fiche technique et Distribution.
Liebe, Tod und Teufel (littéralement : La Vie, la Mort et le Diable en français) est un film allemand réalisé par Heinz Hilpert et Reinhart Steinbicker, sorti en 1934.
Il s'agit d'une adaptation de la nouvelle La Bouteille endiablée de Robert Louis Stevenson.
Dans le même temps, est tournée la version française Le Diable en bouteille par les mêmes réalisateurs et Raoul Ploquin avec Käthe von Nagy aussi, à côté de Pierre Blanchar, sorti le 5 avril 1935.

## Synopsis
À Kona, ville portuaire de l'océan Pacifique, le jeune marin Kiwe se voit proposer une mystérieuse bouteille qui est censée donner à son propriétaire le pouvoir et la richesse et lui accorder tous ses désirs. Cependant il existe une contrepartie : l'âme du propriétaire devient alors la possession du Diable. Son propriétaire veut revendre cette bouteille, il doit le faire à un prix moindre que lui-même l'a payée. Se grisant de ses pensées et ses rêves de prospérité, Kiwe accepte sans réfléchir longtemps le marché.
Immédiatement tous ses rêves se réalisent. Kiwe rêve d'argent, de beaucoup d'argent. Bientôt il devient un homme riche. Mais un jour, il prend peur de cette bouteille et la revend. Peu après, il rencontre la belle Kokua et tombe amoureux d'elle. Les deux veulent se marier lorsque Kiwe subit une maladie incurable qui l'amène à devoir mourir. Il croit que la bouteille pourrait le guérir, mais elle est introuvable car elle a changé plusieurs fois de propriétaire.
Un jour, Kiwe est très chanceux. Il parvient à retrouver le dernier propriétaire et le convainc de lui revendre cette bouteille pour un centime ! Son destin semble scellé, le dernier propriétaire a définitivement perdu sa peau et ses cheveux avec le Diable. Mais Kokua a une idée lumineuse : Pourquoi ne pas tout simplement se débarrasser de cette bouteille ? Le coup réussit, Kiwe et Kokua ont perdu la richesse, mais ils ont retrouvé une vraie chance de reconstruire leur bonheur terrestre avec de vraies valeurs.

## Fiche technique
- Titre : Liebe, Tod und Teufel
- Réalisation : Heinz Hilpert et Reinhart Steinbicker
- Scénario : Josef Pelz von Felinau (de), Liselotte Gravenstein et Kurt Heuser
- Musique : Theo Mackeben
- Direction artistique : Otto Hunte, Willy Schiller (de)
- Costumes : Herbert Ploberger
- Photographie : Fritz Arno Wagner
- Son : Erich Leistner
- Montage : Wolfgang Becker
- Production : Karl Ritter
- Sociétés de production : UFA
- Société de distribution : UFA
- Pays de production :  Reich allemand
- Langue : allemand
- Format : Noir et blanc — 35 mm — 1,37:1 — Son : Mono
- Genre : Film dramatique
- Durée : 105 minutes (1 h 45)
- Dates de sortie :
  - Troisième Reich : 21 décembre 1934.
  - États-Unis : 24 mai 1935.

## Distribution
- Käthe von Nagy: Kokua
- Albin Skoda: Kiwe
- Brigitte Horney: Rubby
- Karl Hellmer: Lopaka
- Aribert Wäscher: Mounier
- Erich Ponto: L'ancien propriétaire de la bouteille
- Paul Dahlke: Le Gouverneur
- Rudolf Platte: Spunda, le propriétaire
- Oskar Sima: Kiano, le marchand
- Albert Florath: Le notaire
- S. O. Schoening (de): Collins
- Walter Ladengast: Jerry, un marin
- Josef Dahmen: Macco, un marin
- Karl Hannemann (de): Hein, un marin
- Fred Immler (de): Wikham, un marin
- Kurt Uhlig: Tirill, un marin
- Hans Kettler: Balmer

## Histoire
Le tournage a lieu en octobre 1934. Les titres de travail sont Das unerbittliche Glück (Le Bonheur impitoyable), Der gläserne Fluch (La malédiction de verre) ou Zwei auf Hawai (Deux de Hawaii).
Le film est célèbre pour la chanson de son générique So oder so ist das Leben écrite par Hans Fritz Beckmann (de) et interprétée par Brigitte Horney.
Les acteurs Albin Skoda et Paul Dahlke et le scénariste Kurt Heuser font leurs débuts.